# Lenguas escito-sármatas
Las lenguas escitas o escito-sármatas incluyen varias lenguas iranias del grupo nororiental habladas desde Europa Oriental hasta el norte de India desde la Antigüedad tardía hasta finales de la Edad Media en esa área. El territorio histórico comprende la región llamada Escitia que se extendía desde el río Vístula en Europa oriental al Sakastán y Mongolia en Asia Central. Actualmente queda sólo el osetio, que es hablado en el Cáucaso y es un moderno superviviente de las lenguas escitas.

## Aspectos históricos, sociales y culturales

### Historia

Distribución aproximada de las lenguas iranias orientales hacia el año 100 a. C. (en naranja).

Los iranios orientales primigenios se pueden identificar con los artífices de la cultura yaz (c. 1500-1100 a. C.) en Asia central. Se estima que los escitas migraron desde Asia central a Europa oriental entre los siglos VIII y VI a. C. ocupando el sur de Rusia y Ucrania, así como la cuenca carpática y partes de Moldavia y Dobruja. Los escito-sármatas serían el resultado del desarrollo autóctono de esos pueblos iranios asentados en Europa oriental.
Los griegos denominaron como σκύθαι skýthai (escitas) a los hablantes de algunas de estas lenguas que habitaban Europa oriental. Además de los escitas, los sármatas, los sakas de la India y los kushán de Asia Central también hablaban lenguas de este grupo. El modo de vida de estos pueblos variaba desde grupos sedentarios que practicaban la agricultura a otros nómadas de pastores que eran guerreros y mercaderes.
Los escitas occidentales parecen haber desaparecido como unidad étnica en Europa oriental tras las invasiones de los hunos, ávaros, pechenegos y de eslavos que tuvieron lugar a partir del siglo V d. C. Sin embargo, en el Cáucaso sobrevivieron grupos de hablantes de lenguas escitas que son el origen del moderno idioma osetio. Los escitas orientales, denominados śakas o kuṣāṇas, llegaron a formar un imperio de corta duración. En esa región es posible que las lengua escitas estuvieran en uso hasta tal vez el siglo IX y más tarde, tal como evidencia la presencia del idioma sogdiano en la región hasta por lo menos esa época.

### Testimonios
Se conservan testimonios de estas lenguas en inscripciones y palabras citados por autores antiguos, además numerosos topónimos y antropónimos han permitido clasificar estas lenguas dentro de las lenguas iranias, más específicamente las lenguas escitas se clasifican dentro del iranio nororiental. Alexander Lubotsky resume las evidencias conocidas como sigue:

Desafortunadamente, no conocemos casi nada sobre el escita del período iranio antiguo -conocemos un par de nombres personales y nombres tribales por las fuentes griegas y persas de que disponemos- y no podemos determinar con seguridad hasta qué punto era una única lengua.

## Clasificación
La gran mayoría de los especialistas coinciden en que las lenguas escito-sármatas (y el osetio) pertenecen a las lenguas iranias orientales, como el extinto idioma sogdiano. Esta conjetura de filiación descansa en el hecho de que las inscripciones griegas de la costa norte del Mar Negro contienen centenares de nombres sármatas mostrando claras afinidades con el moderno osetio, que es claramente una lengua irania oriental.
Algunos especialistas postulan la existencia de una división de las lenguas escito-sármatas en dos variedades: una variedad occidental más conservadora y una variedad oriental más innovadora (el escita sería la variedad conservadora y el sármata la variedad más innovadora). Los historiadores normalmente clasifican las lenguas escito-sármatas conforme a parámetros cronológicos, en vez de utilizar criterios geográficos. Los grupos serían los siguientes:
- Escito-sármata occidental: estos grupos habrían migrado desde Asia central al sur de Rusia y Ucrania entre los siglos VII y VIII a. C. las variedades derivadas de estos grupos serían:
  - Escita (c. 800-300 a. C.), documentado sobre todo en autores griegos.
  - Sármata (c. 300 a. C.-400 d. C.), documentado en inscripciones romanas y helenísticas.
  - Alánico (c. 400-1000 d. C.), documentado sobre todo en los autores bizantinos.
  - Moderno osetio, esta lengua está claramente emparentada con la lengua de las inscripciones escito-sármatas, aunque podría derivar de una variedad históricamente diferente de las variedades antiguas documentadas.
- Escito-sármata oriental:
  - Śaka o escito-khotanés hablado en el reino de Khotán (localizado en lo que actualmente es Xinjiang en China). Incluye como variedades el khotanés de Khotan y el tumshuqés de Tumshuq.[5][6]

#### Artículos
- Lubotsky, Alexander (2002). «Scythian elements in Old Iranian». Proceedings of the British Academy (The British Academy; azargoshnasp) 116: 189-202.
- Hinge, George (2005). «Herodot zur skythischen Sprache. Arimaspen, Amazonen und die Entdeckung des Schwarzen Meeres». Glotta (en alemán) 81: 86-115.

#### Libros
- Harmatta, J.: Studies in the History and Language of the Sarmatians, Szeged 1970.
- Mayrhofer, M.: Einiges zu den Skythen, ihrer Sprache, ihrem Nachleben. Vienna 2006.
- Zgusta, L.: Die griechischen Personennamen griechischer Städte der nördlichen Schwarzmeerküste. Die ethnischen Verhältnisse, namentlich das Verhältnis der Skythen und Sarmaten, im Lichte der Namenforschung, Prague 1955.